# Kỷ (Thọ Quang)
Kỷ (giản thể: 纪; phồn thể: 紀; bính âm: Jì) ban đầu là một nước chư hầu ở phía đông của nhà Thương, sau đó tiếp tục tồn tại qua thời Tây Chu đến thời Xuân Thu trong lịch sử Trung Quốc. Quốc đô đặt ở Kỷ, trung bắc bộ của bán đảo Sơn Đông, bờ nam vịnh Lai Châu của Bột Hải, nay thuộc Thọ Quang. Tại Thọ Quang, Lai Dương và Yên Đài cùng các nơi khác, đã khai quật được đồ đồng từ thời nước Kỷ. Quân chủ của nước Kỷ mang họ Khương (姜).
Nước Kỷ nằm ở phía đông của nước Tề, ở phía nam của nước Lai, cương vực không kém hơn nước Tề hay nước Lỗ. Những năm Di Vương thời Tây Chu, do bị Kỷ hầu của nước Kỷ gièm pha, năm 863 TCN, Tề Ai công bị vua Chu bỏ vào vạc sôi giết chết. Theo truyền thuyết thì Kỉ hầu đã tấu với Chu thiên tử rằng Tề Ai công "hoang dâm điền du", vì thế nước Kỷ và nước Tề kết thù. Từ đó, nước Tề luôn chờ trực cơ hội để thôn tính nước Kỷ, trong đó báo thù là một nguyên nhân, song kỳ thực thì diệt Kỷ là cách duy nhất để Tề có thể mở mang bờ cõi. Nước Kỷ chọn cách kết hảo với nước Lỗ, tận dụng việc hai cường quốc là Tề và Lỗ mâu thuẫn và tự bảo vệ mình. Nước Lỗ cố gắng bảo vệ nước Kỷ, cản trở việc nước Tề khuếch trương. Quan hệ tay ba này giữa Kỷ, Lỗ và Tề được duy trì suốt từ thế kỷ 8 TCN, khi các nước chư hầu tiến vào thời Xuân Thu cho đến khi nước Kỷ diệt vong vào năm 690 TCN. Nước Kỷ cũng điều đình quan hệ với nước Cử, cùng Cử hội minh tại đất "Mật" (密).
Thời Lỗ Ẩn công và những năm đầu Lỗ Hoàn công, quốc thế của nước Lỗ cực thịnh. Đặc biệt là vào năm 699 TCN, liên quân gồm Lỗ, Kỷ và Trịnh đã đánh bại liên quân gồm Tề, Tống, Vệ và Nam Yên, cuộc chiến này đã kết thúc cục diện Tề Hi công làm "tiểu bá". Nước Kỷ vì thế có thể an định được một thời gian. Năm 695 TCN, nhân cơ hội quân chủ ba nước là Lỗ Hoàn công, Tề Tương công và Kỷ hầu có mặt trong minh hội chư hầu, Lỗ Hoàn công đã cố gắng làm hòa giữa nước Tề và nước Kỷ. Song cùng năm đó, quân Tề đã xâm phạm biên giới nước Lỗ. Đến năm 695 TCN thì Lỗ Hoàn công và Trịnh Tử Vỉ bị Tề Tương công sát hại, hai nước Lỗ và Trịnh khi đó không còn chú trọng vào việc bảo vệ nước Kỷ, tình thế của Kỷ xấu đi.
Năm 693 TCN, Tề Tương công mang quân về phía đông đánh nước Kỷ, lấy lý do là để báo thù việc Tề Ai công do bị Kỷ hầu gièm pha mà bị vua nhà Chu giết chết. Quân Tề xua đuổi cư dân ba ấp Bình (郱), Tấn (鄑), Ngữ (郚) và chiếm lĩnh đất ba ấp này của Kỷ. Năm 691 TCN, nước Kỷ bị phân liệt, em trai của Kỷ hầu là Kỷ Quý (纪季) đã lấy đất Hi (酅) của Kỷ đi đầu hàng nước Tề, đất đó trở thành vùng phụ thuộc của Tề. Cùng năm, Lỗ Trang công hội với Trịnh Tử Anh nhằm cứu Kỷ, song vua nước Trịnh thấy nước mình không ổn định nên đã tự tuyệt nước Lỗ. Năm 690 TCN, quân Tề công phá đô thành nước Kỷ. Biết không thể chống lại quân Tề, Kỷ hầu đã chạy trốn và giao lại đất nước cho Kỷ Quý, trên thực tế có nghĩa là trao đất nước cho Tề. Kỷ hầu dời đi vội vàng đến nỗi ông ta đã không an táng phu nhân của mình, bà nguyên là một công chúa của nước Lỗ. Tương công đã an táng bà theo đúng nghi lễ. Nền độc lập của Kỷ từ đó diệt vong.

## Quân chủ nước Kỷ
- Kỷ bá Phụ Đinh (紀伯父丁)
- Kỷ hầu Hổ (紀侯虎)
- Kỷ hầu Hạch Tử (紀侯貉子)